# موتورکراس

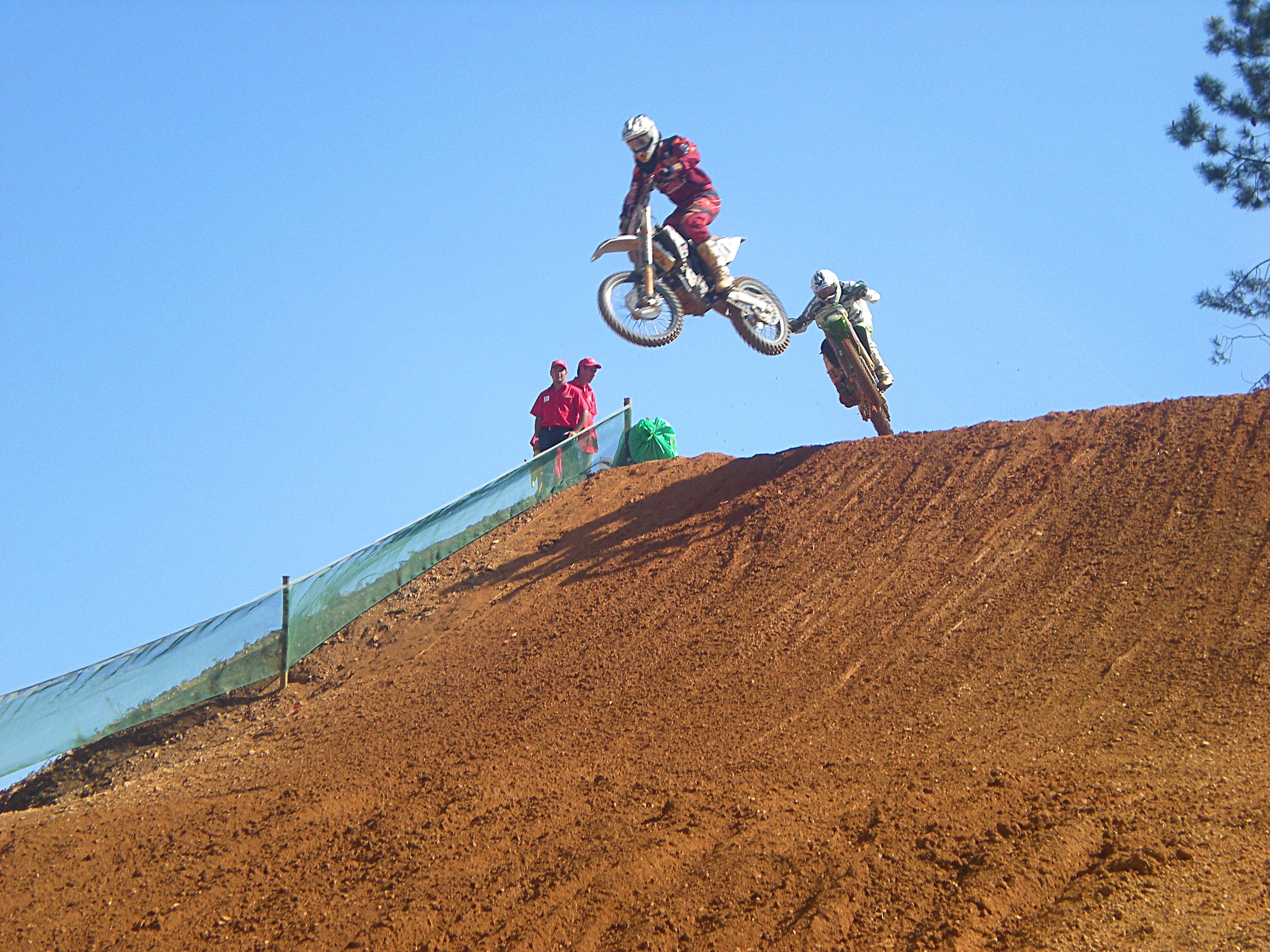
پیست موتورکراس

پیست موتورکراس (به انگلیسی: Motocross track) یک شکل از مسابقهٔ موتور سیکلت بیرون از جاده است که معمولاً در مدارها و مکان‌های محصور برگزار می‌شود. نمونهٔ ورزشی تکامل یافته از مسابقه‌های موتور سیکلت سواری این فعالیت ورزشی در انگلستان برگزار می‌شود.
مسابقات موتورسیکلت کراس (Motorcycle Motocross) یک نوع مسابقه موتورسیکلت بوده که در طبیعت با زمین‌های خاص و دشوار انجام می‌شود. در این مسابقات، ریدرها باید موتورسیکلت‌های دارای چرخ‌های بزرگ و تایرهای آجری را در مسیرهایی با پیچ‌وتاب‌های زیاد و موانع مختلف رانندگی کنند. این مسابقات به عنوان یک ورزش موتورسیکلت متفرقه در نظر گرفته می‌شوند و به دلیل سرعت و مهارت‌های فنی مطلوبی که در آنها مورد نیاز است، جذابیت زیادی دارند.
مهم‌ترین ویژگی‌های مسابقات موتورسیکلت کراس شامل موارد زیر می‌شوند:
زمین‌های مخصوص: مسابقات کراس بر روی زمین‌های مخصوصی با موانعی مانند تپه‌ها، جعبه‌ها، تراکتورها، سنگ‌ها و دیگر موانع طبیعی و مصنوعی انجام می‌شوند.
موتورسیکلت‌های اختصاصی: در مسابقات کراس، موتورسیکلت‌های خاصی با ویژگی‌هایی مانند تایرهای آجری، شمع‌های مخصوص، تعلیق‌های قوی و دیگر تغییرات فنی برای مسیرهای خشن استفاده می‌شود.
مهارت‌های فنی: ریدرها باید مهارت‌های فنی زیادی از جمله تعادل، کنترل سرعت، پرش از تپه‌ها، نگه‌داشتن موتور در زمان ناهمواری‌ها و تفنگ زدن را در مسیرهای متغیر اجرا کنند.
مسابقات قهری: مسابقات کراس به صورت قهری و در چند دور انجام می‌شوند، و ریدری که در پایان مسابقات اول به خط پایان می‌رسد، برنده مسابقه معرفی می‌شود.